# سفارة الجمهورية العربية الصحراوية الديمقراطية في أنغولا
سفارة الجمهورية العربية الصحراوية الديمقراطية في أنغولا هي البعثة الدبلوماسية للجمهورية العربية الصحراوية الديمقراطية بأنغولا.

## قائمة السفراء
- حمدي الخليل ميارة.[3]